# 고스트 라이더
고스트 라이더(Ghost Rider)는 마블 코믹스에서 발행된 만화이자 그 작품의 주인공이다. 첫 번째 고스트 라이더는 스턴트 모터사이클리스트 자니 블레이즈이다. 그는 자신의 멘토의 생명을 구하기 위하여 "사탄"(후에 메피스토라는 이름으로 바뀐다)에게 자신의 영혼을 넘긴다. 한밤중에 악마들이 돌아다니자, 블레이즈는 자신의 육체가 지옥불(hellfire)에 불타는것을 보게되고, 이로 인하여 그의 머리는 불타고 있는 두개골이 된다. 그는 불타고 있는 오토바이를 타고 그의 뼈만이 남은 손으로 지옥불을 내뿜는다. 자니 블레이즈는 1972년-83년 사이에 출연하였고 다음 고스트 라이더 시리즈에서는 대니 캐치가 고스트 라이더가 된다. 닌자 조직폭력배들에게 여동생(누나)가 다치게되자, 케치는 복수의 화신의 원천이 깃들어 있는 오토바이와 계약을 하게 된다. 블레이즈는 1990년대에 시리즈에 조연인물로서 재출연하게 된다. 2000년대 코믹스에서, 블레이즈는 케치의 자리를 이어받아, 다시 고스트라이더가 된다.
니콜라스 케이지와 맷 롱이 2007년 영화 고스트 라이더 (영화)에서 자니 블레이지로 출연하였으며, 니콜라스 케이지는 2012년에 후속작품 고스트 라이더: 복수의 화신에 같은 역할로 재출연하였다.